# Сказка о зайце и льве (Гамзат Цадаса)
«Сказка о зайце и льве» — сказка аварского и советского поэта и драматурга Гамзата Цадасы.
Написана в 40-х годах XX века на аварском языке в стихотворной форме. На русском языке впервые вышла как самостоятельное издание в 1958 году в издательстве Дагкнигоиздат (Махачкала). Произведение сочетает в себе и басню и сказку с игровым элементом. По развёрнутости, широте изображения, объёму и количеству персонажей сказка близка к поэме, лишённой при этом какой-либо сентенции. Сказка выражает поэтически оформленный народный сюжет о столкновении добра и зла, где слабый побеждает сильного.

## Сюжет
Басня начинается традиционным сказочным зачином в виде описания природы, основанным на дагестанском фольклоре: «В крае — красивом и сильном, реками синего цвета, яствами, дичью обильном?». Герои басни — звери, которые заключают с терроризирующим всех зверей львом договор о ежедневном предоставлении льву жертвы взамен на свободу для зверей. Однажды в качестве жертвы звери выбирают зайца, который решает перехитрить льва. Путём обмана заяц приводит льва к озеру. Лев видит своё отражение в озере, принимая его за другого льва, лев бросается в озеро, где тонет и погибает. Звери ликуют и празднуют победу над львом. Повествование снова возвращается к описанию картин природы и этим завершается.

## Театрально-музыкальные и экранизированные постановки
- Дагестанский театр кукол, театральная пьеса «Лев и заяц» (премьера), 1947 год[3]
- Киностудия «Союзмультфильм», мультипликационный фильм «Лев и заяц», 1949 год

## Публикации
- Цадаса, Гамзат — Сказка о зайце и льве. — Махачкала: Дагкнигоиздат, 1958
- Цадаса, Гамзат — Сказка о зайце и льве. — Махачкала: Дагучпедгиз, 1964
- Цадаса, Гамзат — Сказка о зайце и льве. — Махачкала: Дагучпедгиз, 1969